# Kolenbranderschildpad
De kolenbranderschildpad of savanneschildpad (Chelonoidis carbonarius) is een schildpad uit de familie landschildpadden (Testudinidae). Het is een van de drie soorten landschildpadden die op het vasteland van Zuid-Amerika voorkomt. 

## Naam en indeling
De wetenschappelijke naam van de soort werd voor het eerst voorgesteld door Spix in 1824. Oorspronkelijk werd de wetenschappelijke naam Testudo carbonaria gebruikt. De soort behoorde eerder tot de geslachten Geochelone en Testudo zodat in de literatuur vaak de verouderde naam wordt gebruikt. De soortaanduiding was tot 2014 carbonaria. Er worden geen ondersoorten erkend. Wel zijn er verschillen in schildgroottes en kleurenpatronen die verbonden zijn aan de verschillende populaties.
De soortaanduiding carbonaria betekent vrij vertaald 'kolen-achtig' en slaat op de kleuren van de schildpad. Ook de naam 'kolenbrander'schildpad is te danken een de rode tot gele vlekken aan de voorzijde van de voorpoten die doen denken aan gloeiende kolen. Deze naam wordt ook gebruikt in andere talen, zoals het Engelse red-footed tortoise (roodvoetschildpad), het Duitse Köhlerschildkröte (kolenschildpad) en het Franse charbonnière à pattes rouges (kolen-roodpoot).

## Uiterlijke kenmerken
De schildpad kan een rugschildlengte bereiken van 51 centimeter maar veel exemplaren blijven wat kleiner tot ongeveer 35 cm. Het schild is relatief smal en vrij laag in vergelijking met verwante soorten. De schildkleur is zwart, op het midden van de wervelschilden en de ribschilden, de aureola genoemd, is een gele tot oranje vlek aanwezig. Ook de buitenranden van de marginaalschilden hebben een gele tot oranje kleur. Een nekschild ontbreekt. Op de schildplaten zijn duidelijke groeiringen aanwezig. Het rugschild is aan de voorzijde wat afgeplat. De wervelschilden zijn breder dan lang, het eerste en vijfde schild zijn verbreed aan de achterzijde.
Het buikschild heeft een geelbruine kleur, jongere dieren hebben donkere vlekken langs de buikschildnaden die vervagen met de leeftijd. De keelschilden zijn verbreed. De plastronformule is als volgt: abd > fem > hum > gul >  an >< pect.

Geslachtsonderscheid aan de achterzijde van het buikschild, het mannetje is rechts weergegeven.

De kop is van gemiddelde grootte, de snuitpunt is enigszins puntig. De prefrontaalschub is kort en gepaard, de hierachter gelegen frontaalschub is groot en ongepaard. De overige schubben aan de kop zijn vrij klein en kunnen gele, oranje of witte kleuren hebben. De kaken hebben een zwarte kleur. 
De kleur van de ledematen is grijs tot zwart, de kop heeft een lichtere huidskleur. De poten zijn vrij lang en worden tijdens het lopen volledig uitgestrekt. Dit is een aanpassing op het leven in modderige omgevingen. Aan het uiteinde van de staart is een verharde schub aanwezig. De voorpoten dragen grote schubben die een rode kleur hebben. Bij de juveniele dieren zijn de gele vlekken op de kop en schild groter, ze hebben meer heldere felrode schubben op de poten.
Mannetjes zijn van vrouwtjes te onderscheiden door een langere en dikkere staart, een meer afgeplat rugschild en een iets holler buikschild. Oudere mannetjes krijgen een meer zandloper-achtige schildvorm, van bovenaf gezien. Bij de vrouwtjes wordt de achterzijde van het schild boller zodat het wat op een zadel lijkt. Mannetjes hebben ook een bredere inkeping aan de achterzijde van het buikschild in vergelijking met vrouwtjes. Dit geeft ze meer bewegingsruimte voor de veel dikkere staart. 

## Verspreiding en habitat

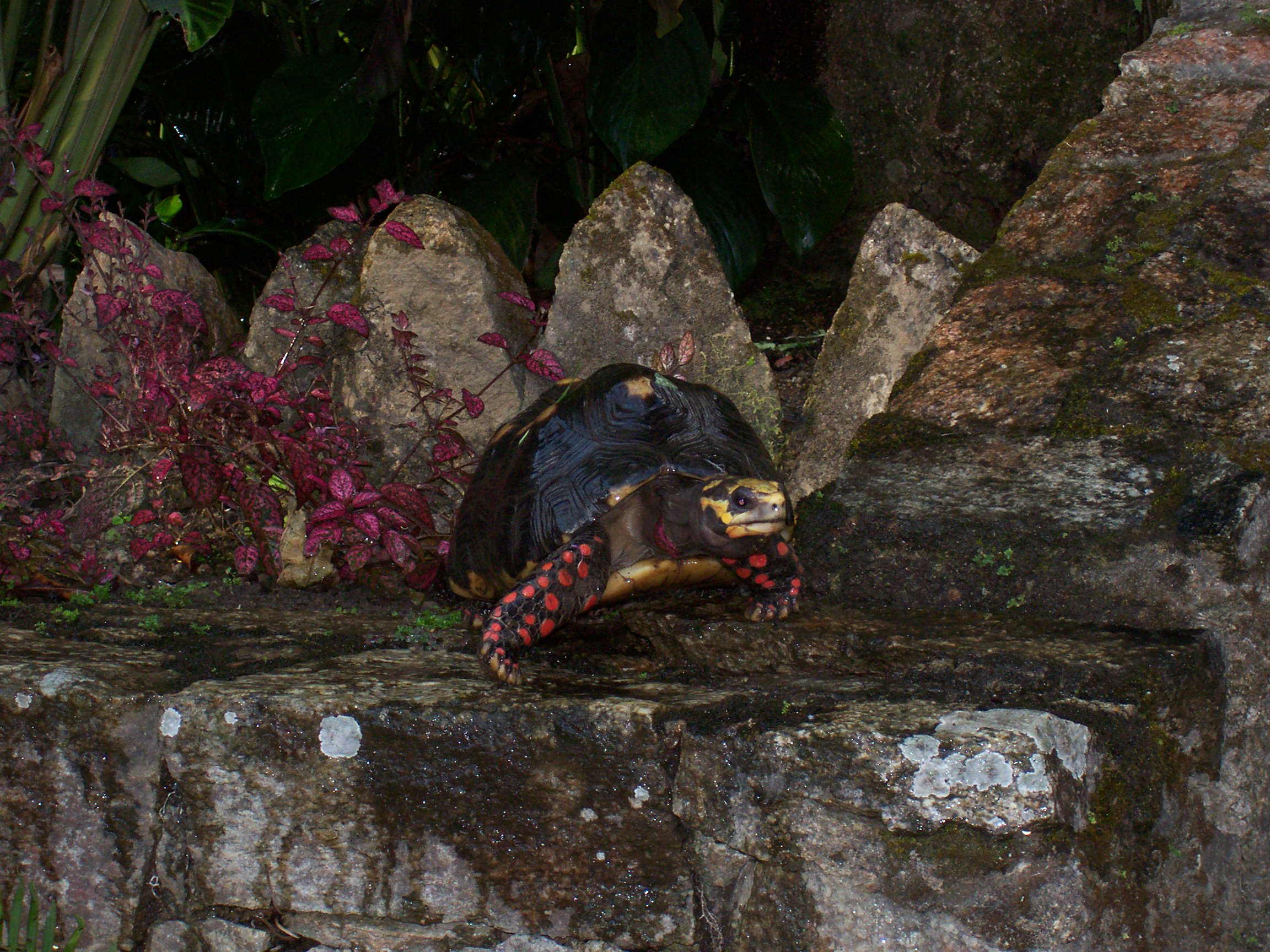
Een exemplaar in het natuurlijke leefgebied, Henri Pittier National Park, Venezuela.

De soort komt voor in grote delen van tropische en subtropische Zuid-Amerika. De schildpad wordt hier voornamelijk gevonden ten oosten van de Andes maar is ook aangetroffen in Midden-Amerika aan de westzijde van de Andes. De kolenbranderschildpad komt voor in de landen Argentinië, Bolivia, Brazilië, Colombia, Frans-Guyana, Guyana, Nicaragua, Panama, Paraguay, Peru, Suriname, Trinidad en Venezuela. Op de Amerikaanse Maagdeneilanden komt de soort voor op het eiland Saint Croix. Op het eiland Anguilla, behorend tot de Kleine Antillen, zijn resten van de kolenbranderschildpad gevonden die dateren uit het Pleistoceen. Dit doet vermoeden dat het areaal in het verleden veel groter was.
Daarnaast is de schildpad door de mens geïntroduceerd op verschillende Caribische eilanden, zoals Providencia, de Grenadines, Saint Kitts.
De habitat bestaat uit savannen, bossen, gebieden met houtige struiken en graslanden met enige begroeiing in subtropische en gematigde delen van zuidelijk Amerika. In vergelijking met de Braziliaanse reuzenschildpad (Chelonoidis denticulatus), waaraan de kolenbranderschildpad sterk verwant is, worden meer open en drogere gebieden betreden. De Braziliaanse reuzenschildpad komt ongeveer in hetzelfde gebied voor en de verspreidingsgebieden overlappen elkaar in een deel van het areaal.

## Levenswijze
Het menu is zeer gevarieerd en bestaat deels uit planten zoals dode en levende bladeren, plantenstengels, bloemen en in het water gevallen fruit, ook delen van schimmels worden gegeten. Dieren die op het menu staan zijn slakken, termieten, miljoenpoten en soms worden kleine soortgenoten opgegeten (kannibalisme). Ook dood dierlijk materiaal wordt gegeten zoals de kadavers van reptielen, zoogdieren en vogels. Tenslotte wordt ook ontlasting opgenomen (coprofagie), evenals zand, modder en steentjes. Dergelijke materialen worden waarschijnlijk opgegeten om plantendelen beter te verkleinen. De kolenbranderschildpad speelt mogelijk een rol bij de verspreiding van plantenzaden van vijgen en bromelia's.
De volwassen schildpadden hebben voornamelijk de mens en de jaguar als vijand. Jonge dieren worden belaagd door vele vijanden zoals honden, katten, ratten, vossen, stinkdieren, grote hagedissen, roofvogels en neusberen.
De kolenbranderschildpad is dagactief en is hoofdzakelijk een landbewoner die soms dagenlang schuilt onder planten zonder te eten. Als het dier foerageert gaat het vaak de bekende voedselrijke locaties af. Het is daarnaast een goede zwemmer die rivieren en meren kan oversteken.

## Voortplanting en ontwikkeling

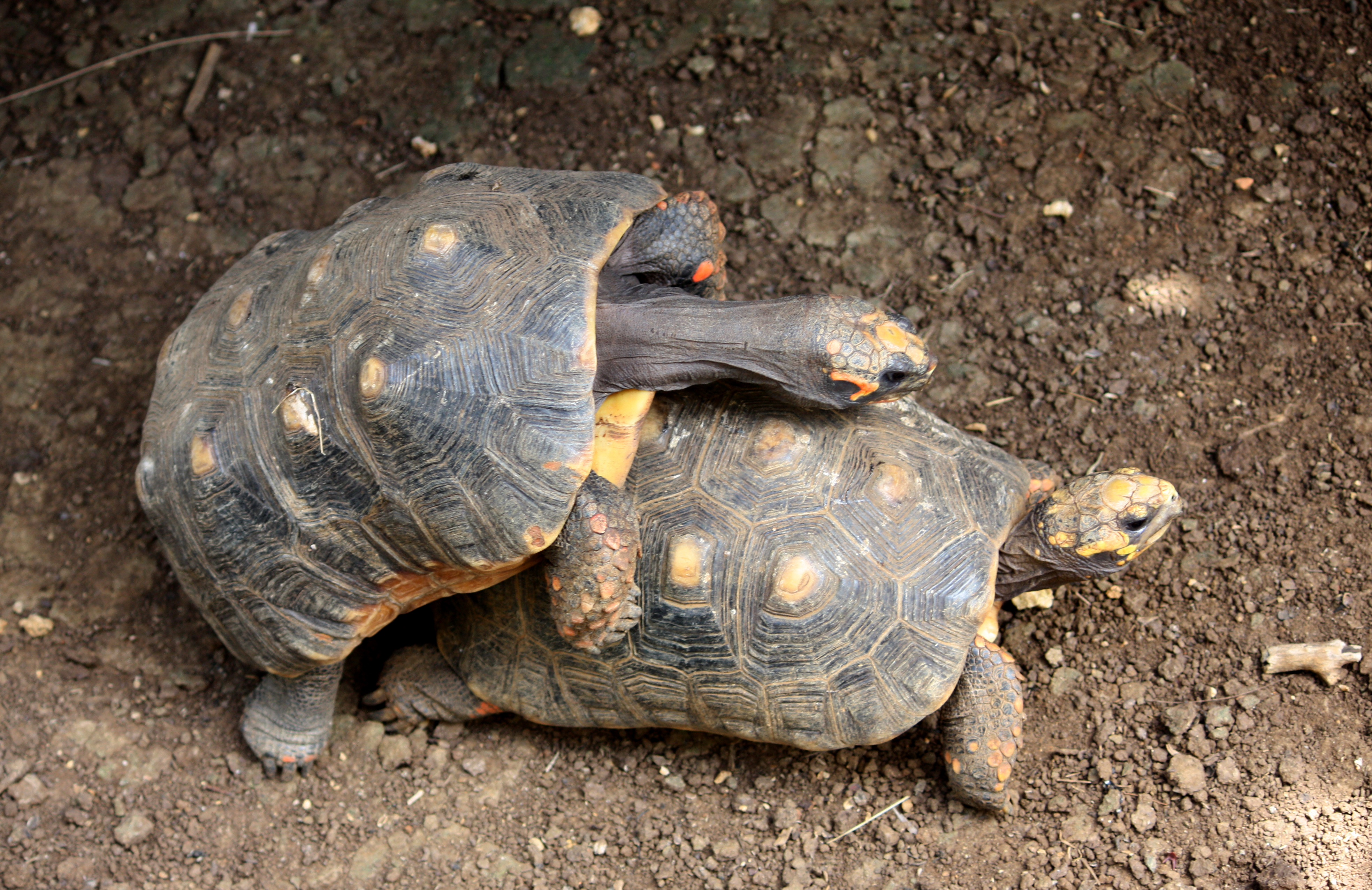
Paring, mannetje boven. Mannetjes hebben een versmalling aan het midden van het rugschild, die hier duidelijk is te zien.

Mannetjes in de voortplantingstijd zijn agressief tegen andere mannetjes en proberen deze om te duwen. Ze zijn polygaam en paren met meerdere vrouwtjes. Mannetjes lokken een partner en proberen concurrenten af te schrikken door kip-achtige 'toktok' geluiden te produceren door lucht in en uit de keel te bewegen. Als een mannetje een vrouwtje tegenkomt ruikt hij aan de cloaca en klimt bovenop het vrouwtje waarna de paring plaats vindt. Ook tijdens de paring kan het mannetje geluiden maken. Opmerkelijk is dat ook jonge dieren dit gedrag vertonen, waarbij ze hun kop op- en neer bewegen. De vrouwtjes graven een fles-vormig nest waarin de eieren worden afgezet. Het nest wordt in de losse bodem gegraven en is ongeveer 20 centimeter diep. Het aantal eieren varieert van twee tot vijftien per keer en vermoedelijk worden er tot vier legsels per seizoen geproduceerd.  De eieren zijn wit van kleur en hebben een broze schaal. Ze zijn langwerpig van vorm en zijn  40 tot 59 millimeter lang en 34 tot 48 mm breed, een ei weegt ongeveer 40 gram. 
Net als andere schildpadden kent de soort een temperatuurafhankelijke geslachtsbepaling. Bij een temperatuur van 29 graden Celsius komen meer vrouwtjes voor dan mannetjes, bij lagere temperaturen ontstaan meer mannetjes. Na ongeveer drie tot zes maanden komen ze uit, afhankelijk van de vochtigheid en de omgevingstemperatuur. De jongen hebben een plat schild, zijn rond van vorm en ongeveer 40 tot 45 mm lang.  De jonge dieren wegen 22 tot dertig 30 gram. De kolenbranderschilodpad kan een leeftijd bereiken van 50 jaar.

## Interactie met de mens
De kolenbranderschildpad wordt door de inheemse bevolking gewaardeerd om het vlees, De dieren worden op grote schaal gevangen ter consumptie. Hierbij wordt een stok door de schildopeningen gestoken om de dieren te vervoeren. Ze worden vervolgens boven een open vuur geroosterd. In delen van Brazilië wordt tijdens heilige feestdagen massaal op de schildpad gejaagd omdat er dan geen vlees mag worden gegeten. De schildpad wordt echter beschouwd als 'vis' zodat het consumeren ervan is toegestaan.
De kolenbranderschildpad is een populair dier om in gevangenschap te houden, bijvoorbeeld in een terrarium. Dit vanwege de bonte kleuren, de brede voedselkeuze en het feit dat de dieren niet al te groot worden. De soort wordt al sinds de negentiende eeuw in kunst- en rariteitenkabinetten gehouden om te worden tentoongesteld. De soort kan in vergelijking met andere schildpadden een hoge leeftijd bereiken, er is een melding van een exemplaar van 49 jaar.
Ondanks de vangst van de dieren door zowel de inheemse bevolking als het wegvangen voor de terrariumhobby lijkt het aantal dieren stabiel, wat waarschijnlijk te danken is aan de relatief hoge voortplantingssnelheid. Het verdwijnen van de bossen die het natuurlijke habitat vormen zijn mogelijk een aanzienlijk grotere bedreiging. De schildpad is echter nog niet geëvalueerd door de internationale natuurbeschermingsorganisatie IUCN.